# Erlich (Schöneck/Vogtl.)
Erlich ist eine Wüstung in der Region südwestlich um Schöneck, Schilbach und Saalig und damit an der Grenze von Schöneck zur Gemeinde Mühlental im Vogtlandkreis. Die Wüstung liegt entsprechend im sächsischen Vogtland.
Erlich wird 1491 als villa deserta Erlich, 1493 als wustunge Erlich, 1533 als Schiltbach mit der wustenung das Erlich gnannt und 1548 als das wüste Dorf Erlich erwähnt. 1491 und 1548 ist die Wüstung belegt.

## Beleg
1. ↑  Erlich – HOV | ISGV. Abgerufen am 1. September 2023.

Koordinaten: 50° 23′ N, 12° 17′ O